# Доусон, Гоуэн
Гоуэн Доусон (англ. Gowan Dawson) — британский исследователь. Доктор философии, профессор старейшего специализированного центра Великобритании по исследованиям викторианской эпохи (в Университете Лестера). Специалист по 19 в., литературе и науке и культурной истории науки, а также печатной культуре того периода. Автор четырех и редактор 8-ми книг. Почетный исследовательский феллоу Музея естественной истории в Лондоне.
Получил степени бакалавра с отличием, магистра и доктора философии.
Сотрудничал с Sally Shuttleworth из Оксфорда.
Член редколлегий British Journal for the History of Science, Journal of Victorian Culture; Notes and Records: The Royal Society Journal of the History of Science. Писал о Диккенсе, Теккерее, Уолтере Патере и Д. Г. Россетти. Публиковался в Victorian Studies, Victorian Literature and Culture, Journal of Victorian Culture, English Literature in Transition 1880—1920, Victorian Poetry, Times Literary Supplement, Nature, American Scientist.
Работы
- Monkey to Man: The Evolution of the March of Progress Image (Yale University Press, 2024)
- Show Me the Bone: Reconstructing Prehistoric Monsters in Nineteenth-Century Britain and America (University of Chicago Press, 2016)  {Рец., }
- Darwin, Literature and Victorian Respectability (Cambridge University Press, 2007) {Рец., }
- (в соавт. с Geoffrey Cantor и др.) Science in the Nineteenth-Century Periodical: Reading the Magazine of Nature (Cambridge University Press, 2004) {Рец.}

Редактор
- Science Periodicals in Nineteenth-Century Britain: Constructing Scientific Communities (University of Chicago Press, 2020)
- Victorian Scientific Naturalism: Community, Identity, Continuity (University of Chicago Press, 2014)  {Рец., }
- Victorian Science and Literature, 8 vols. (Pickering and Chatto, 2011-12) {Рец.}

Соредактор томов The Correspondence of John Tyndall.